# Opel Agila
De Opel Agila was een model van Opel uit de miniklasse. In 2000 werd de eerste generatie gepresenteerd, wat een rebadge is van de Suzuki Wagon R+. De tweede generatie die in 2007 kwam was een rebadge van de Suzuki Splash. In het Verenigd Koninkrijk werd het model verkocht als Vauxhall.

In 2015 werd de Agila vervangen door de Opel Karl. 

## Agila A (2000-2007)
In 2000 werd de eerste generatie Agila gepresenteerd. Dit model was een rebadge van de Suzuki Wagon R+. Waar het model van Suzuki bij Magyar Suzuki in Esztergom, Hongarije werd geproduceerd, werd de Agila bij Opel Polska in Gliwice, Polen geproduceerd. Het model was enkel als vijfdeurs leverbaar.
De Agila was te verkrijgen in twee benzine-uitvoeringen (Opel Agila 1.0 12v en de Opel Agila 1.2 16v) en twee dieseluitvoeringen (Opel Agila 1.3 CDTI en de Vauxhall Agila 1.9 CDTI).
In augustus 2003 kreeg het model een kleine facelift. De meest in het oog springende wijziging was de grille in de voorbumper, waar vanaf dat moment een chromen strip in zat.

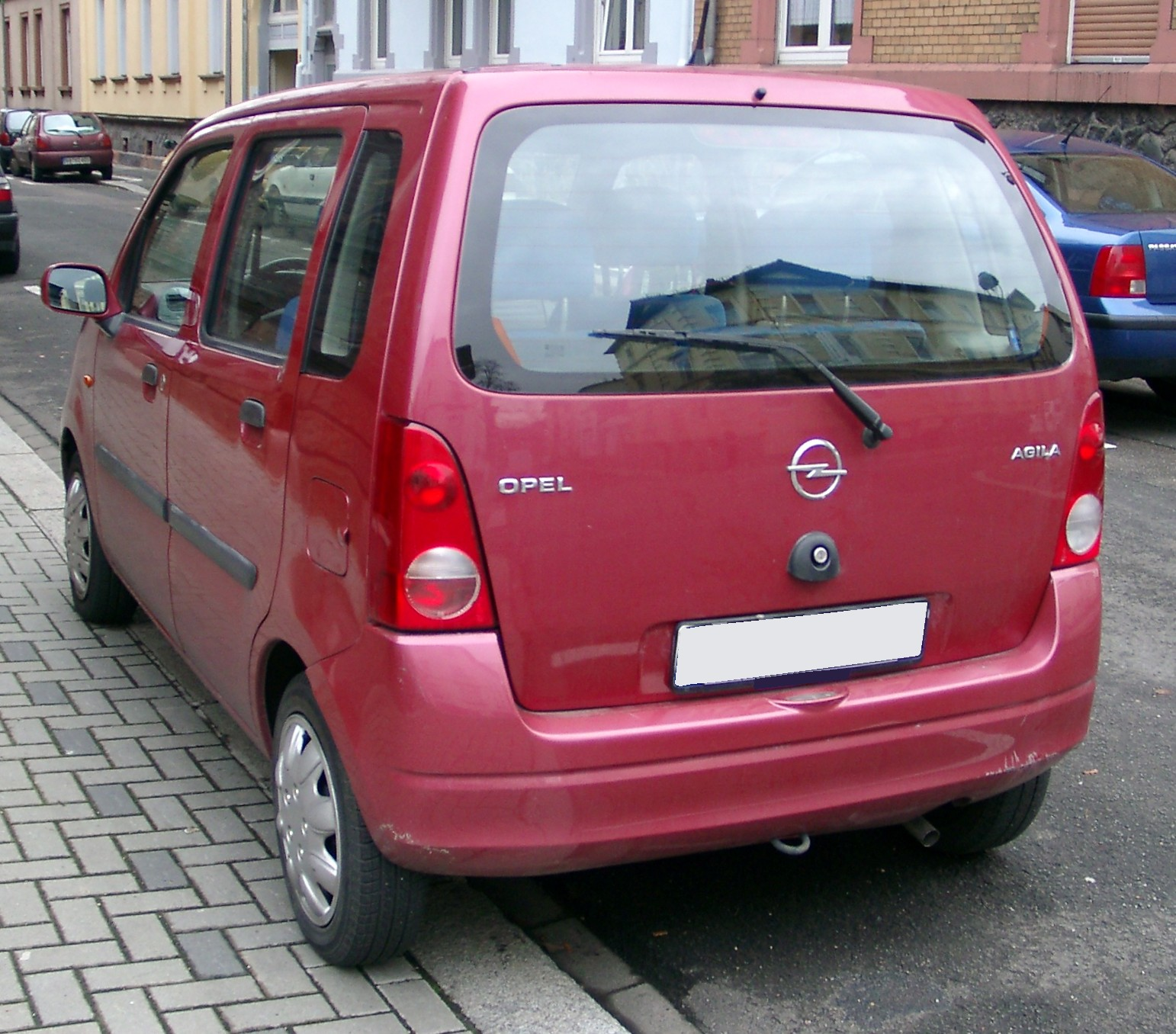
Achteraanzicht
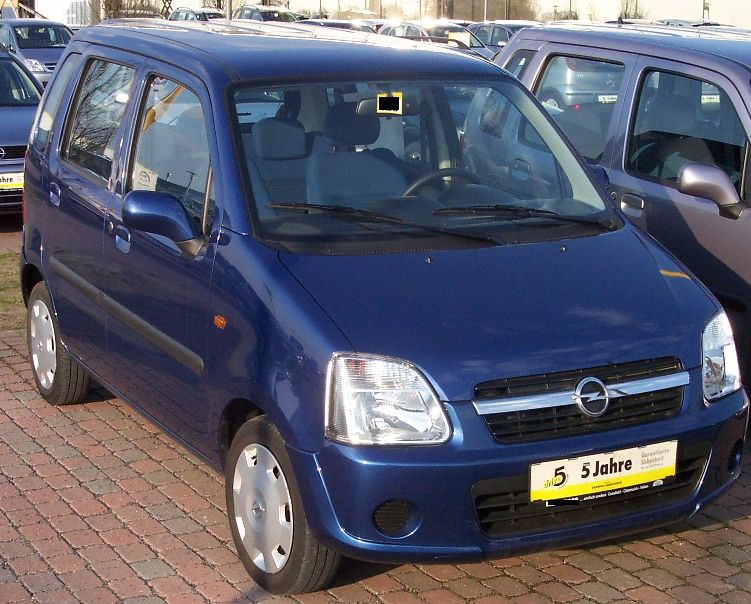
Facelift 2003

## Agila B (2007-2014)
Opel en Suzuki stelden begin 2007 de nieuwe generatie van het duo voor. Suzuki koos echter voor een naamsverandering; de modelnaam Wagon R+ werd afgevoerd en er werd gekozen voor Suzuki Splash. De nieuwe Opel Agila en Suzuki Splash waren voor het eerst te zien op de IAA Frankfurt en kwamen in de lente van 2008 op de markt. In november 2014 stopten Opel en Suzuki met de productie van het duo. De Agila B werd opgevolgd door de Opel Karl.

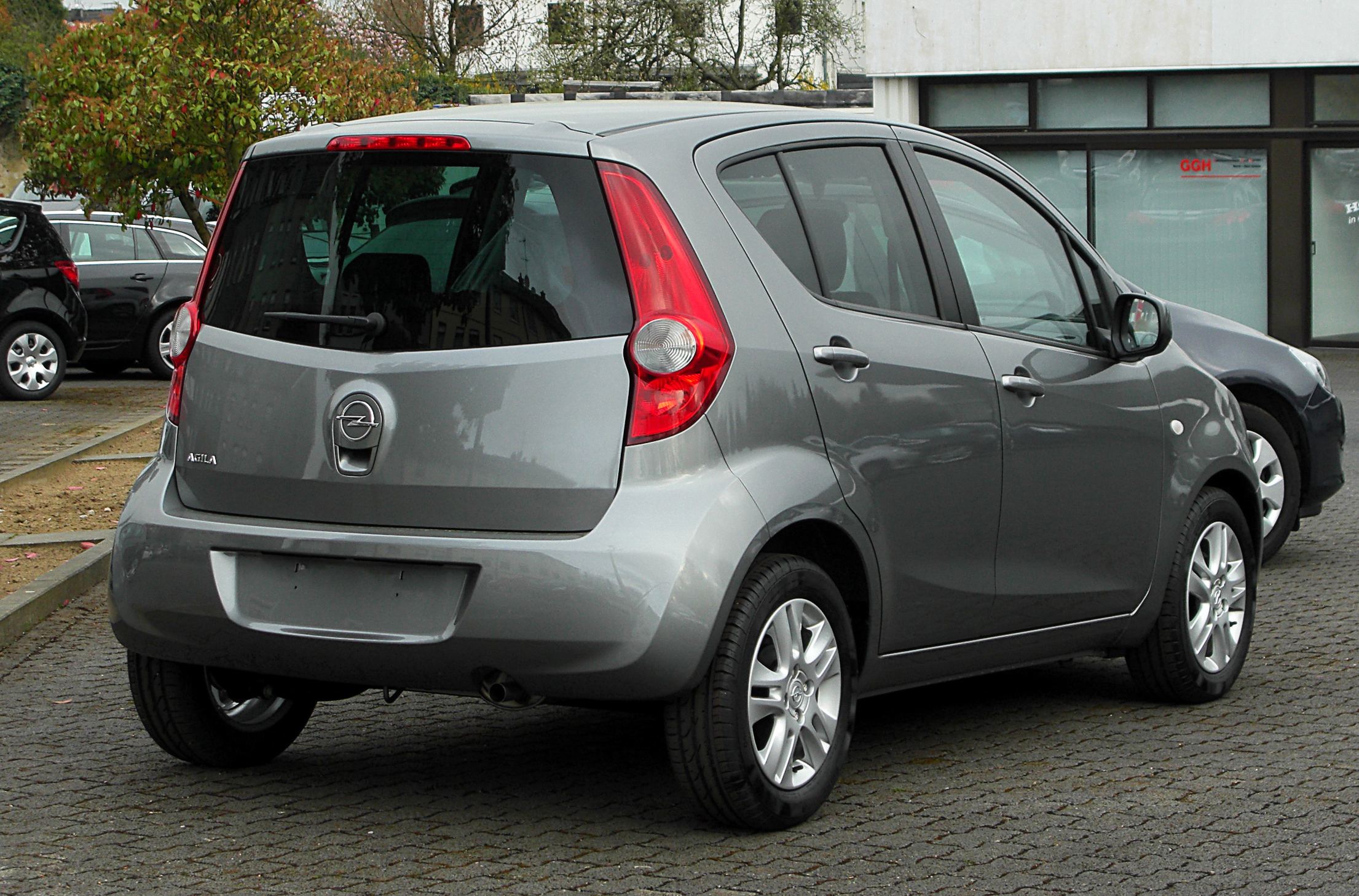
Achteraanzicht

## Motoren-aanbod
In de Agila B waren de volgende motoren leverbaar:
Benzine:
- 1.0 - 68 pk
- 1.0 - 68 pk (ecoFLEX met StartStop-systeem)
- 1.2 - 94 pk
- 1.2 - 94 pk (ecoFLEX met StartStop-systeem)
- 1.2 - 94 pk (Automaat)

Bi-fuel:
- 1.0 - 65 pk (ecoFLEX met LPG motor, die zowel op LPG als benzine rijdt, geleverd van mei 2010 tot januari 2011)
- 1.2 16v - 86 pk (ecoFLEX met LPG motor, die zowel op LPG als benzine rijdt, geleverd van 2011 tot 2014)